# Scinax similis
Espèce
Synonymes
- Hyla similis Cochran, 1952

Statut de conservation UICN

 LC  : Préoccupation mineure
Scinax similis est une espèce d'amphibiens de la famille des Hylidae.

## Répartition
Cette espèce est endémique du Brésil. Elle se rencontre jusqu'à 1 100 m d'altitude de l'État de São Paulo à l'État de Rio de Janeiro.

## Publication originale
- Cochran, 1952 : Two Brazilian frogs: Hyla werneri n.nov., Hyla similis n.sp.. Journal of the Washington Academy of Sciences, vol. 42, no 2, p. 50-53 (texte intégral).